# Gare de Matsue
La gare de Matsue (松江駅, Matsue-eki) est une gare ferroviaire de la ville de Matsue, dans la préfecture de Shimane au Japon. Elle est exploitée par la compagnie JR West.

## Situation ferroviaire
La gare de Matsue est située au point kilométrique (PK) 351,9 de la ligne principale San'in.

## Histoire
La gare a été inaugurée le 8 novembre 1908.

## Service des voyageurs

### Accueil
La gare dispose d'un bâtiment voyageurs ouvert tous les jours, avec des guichets et des automates pour l'achat de titres de transport.

### Desserte
- Ligne principale San'in :
  - voies 1 et 2 : direction Yonago, Tottori et Okayama
  - voies 3 et 4 : direction Izumoshi, Hamada et Masuda